# Nordsamisk Wikipedia
Nordsamisk Wikipedia (nordsamisk: Sámegiel Wikipedia,  dansk: den nordsamisksprogede Wikipedia) er den nordsamisksprogede  version af det verdensomspændende encyklopædi-projekt Wikipedia. Nordsamisk Wikipedia blev lanceret 20. juli 2004.
Pr. fredag den 28. marts 2025 har  Wikipedia 7.900 artikler, 25 aktive bidragydere og 5 administratorer.